# Klaus Köste
Klaus Köste född 27 februari 1943 i Frankfurt an der Oder i Tyskland, död 14 december 2012 var en östtysk gymnast.
Han ingick i de östtyska lag som tog OS-brons i lagmångkampen i samband med de olympiska gymnastiktävlingarna 1964 i Tokyo och OS-brons i lagmångkampen i samband med de olympiska gymnastiktävlingarna 1968 i Mexico City.
Han tog därefter OS-brons i samma gren och även OS-guld i hopp i samband med de olympiska gymnastiktävlingarna 1972 i München.